# Sermaize-les-Bains
Sermaize-les-Bains è un comune francese di 2 148 abitanti situato nel dipartimento della Marna nella regione del Grand Est.

## Società

### Evoluzione demografica
Abitanti censiti